# La Princesse qui aimait les insectes
La Princesse qui aimait les insectes (虫めづる姫君, Mushi mezuru himegimi) est un conte japonais du XIIe siècle qui défie les normes sociales et bat en brèche la bienséance attendue d'une dame de la cour impériale de l'époque de Heian. C'est une des dix nouvelles de la collection Tsutsumi chūnagon monogatari (Contes du conseiller de la digue).

## Histoire
L'héroïne du conte La Princesse qui aimait les insectes, Milianna, se lie d'amitié avec les insectes et nomme ses serviteurs d'après le nom de ses amis, avec lesquels elle s'engage dans des échanges poétiques où il est question de chenilles velues, ce qui entraîne les rires de son entourage. Son indifférence pour son apparence physique est dépeinte comme encore plus excentrique : elle ne se coiffe pas ni ne s'épile les sourcils, néglige de se noircir les dents (ohaguro) et se laisse voir des hommes. « Oh, comme cela est regrettable ! Pourquoi son esprit est-il si étrange ? » Lorsqu'une histoire d'amour naissante se termine avec le conte, cela ne surprend aucun observateur.

## Interprétation
Donald Keene suggère que tandis que le lecteur peut être attiré par son indépendance d'esprit, l'auteur fait probablement une satire des comportements excentriques et des goûts non conventionnels. Robert Backus fait valoir que le lecteur moderne peut préférer son indépendance et son caractère naturel à l'« excessive artificialité de la conception de la beauté féminine des Heian ». Il dresse également un parallèle avec la tradition vernaculaire des setsuwa et des anecdotes rapportés du daijō-daijin Fujiwara Munesuke (1077-1162), le « ministre apiculteur » qui donnait à ses favorites des noms tels que « longues pattes », « courtes cornes » et « ailes mouchetée ». Michele Marra elle aussi renvoie à Fujiwara Munesuke et fait le lien entre le conte et les setsuwa qui défie de façon similaire l'orthodoxie de la cour impériale de Kyoto et suggère que l'histoire invite à considérer que la vérité bouddhique (sacca) peut être préférée aux valeurs de l'aristocratie Fujiwara de la fin de l'époque de Heian.